# 艾彻斯山
厄科山脉（英語：Echus Montes）是一座火星上的大山，位于8°06′N 282°00′E / 8.1°N 282°E。它位于卢娜沼区（Lunae Palus quadrangle）。